# Dinghy Point
Der Dinghy Point (englisch für Dingispitze) ist eine Landspitze an der Nordküste Südgeorgiens. Sie liegt am Südufer des Prince Olav Harbour in der Cook Bay und bildet die Grenze zwischen der South Bay im Westen und der East Bay im Osten.
Wissenschaftler der britischen Discovery Investigations kartierten sie im Jahr 1929 und gaben ihr den Namen Pram Point. Das UK Antarctic Place-Names Committee entschied sich 1991 zu einer Umbenennung, um Verwechslungen mit dem Pram Point im Leith Harbour in der Stromness Bay zu vermeiden.